# Orsonnette
Orsonnette (tiếng Occitan: Orsonede) là một xã ở tỉnh Puy-de-Dôme trong vùng Auvergne-Rhône-Alpes miền trung nước Pháp. Xã này nằm ở khu vực có độ cao từ 389-490 mét trên mực nước biển.